# Bloqueo del pensamiento
Bloqueo de pensamiento (en alemán: Sperrung), o simplemente bloqueo, es un fenómeno psicológico que inhibe el pensamiento y la comunicación. Se categoriza dentro del Trastorno formal del pensamiento. Los rasgos son un habla incomprensible, pausas repentinas, repetición de palabras, creación de palabras (neologismo), divagación. La esquizofrenia, ansiedad, convulsión, disociación, afasia, demencia o delirios pueden ser causantes.

## Tipologías

### Esquizofrenia
El bloqueo del pensamiento occure con más frecuencia en personas con enfermedades psiquiátricas, como la esquizofrenia, que es la más común en este caso. El habla se interrumpe repentinamente por silencios que pueden durar unos segundos o más de un minuto. Cuando la persona comienza a hablar de nuevo, después del bloqueo, hablará de un tema no relacionado. El bloqueo también se describe como una experiencia de vaciado total, rápido e imprevisto de la mente. Las personas con esquizofrenia experimentan el bloqueo del pensamiento y pueden interpretar la experiencia de maneras peculiares. Por ejemplo, una persona con esquizofrenia podría comentar que otra persona ha eliminado sus pensamientos de su cerebro.
Cuando se evalúa a un paciente para la esquizofrenia, uno/a médico/a puede buscar bloqueo del pensamiento. En la esquizofrenia, los pacientes experimentan dos tipos de síntomas: positivos y negativos. Los síntomas positivos incluyen comportamiento que está agregado al funcionamiento diario de una persona. Por ejemplo, los delirios, alucinaciones, el habla desorganizada, el comportamiento desorganizado y pensamiento son síntomas positivos. En contraste, los síntomas negativos se caracterizan por la falta de partes de la persona promedio del individuo, incluyendo el afecto plano, la apatía, hablar muy poco, no encontrar disfrute en ninguna actividad, y no atender a los actos básicos de la vida diaria (ADL), como bañarse, comer, y llevar ropa limpia. 
| Dos de las siguientes:      | Síntomas                                        |
| --------------------------- | ----------------------------------------------- |
| Al menos uno de estos tres: | Delirios Alucinaciones Habla desorganizada      |
| Otros síntomas:             | Comportamiento desorganizado Síntomas negativos |

### La ansiedad
Trastorno de ansiedad generalizada se define como una preocupación excesiva por los asuntos en dos o más sujetos separados durante al menos seis meses. Cuando una persona experimenta un ataque de ansiedad, puede hacerse tan hiperenfocada en los estímulos angustiosos y/o abrumada con la situación que es difícil para esa persona producir el habla regular. El bloqueo del pensamiento que ocurre en este caso es generalmente de duración corta porque los ataques de ansiedad son transitorios. Después de que un episodio ocurre, una persona es capaz de reanudar su forma normal de hablar. 

### Convulsiones
Hay muchos tipos diferentes de ataques convulsivos, con los dos tipos principales generalizados y focales. Las convulsiones generalizadas afectan a ambos lados del cerebro, mientras que las convulsiones focales se localizan en una parte del cerebro. Después de que ocurre una convulsión, aquellos que la tienen pueden experimentar un estado mental alterado conocido como el estado postictal. Durante este tiempo, la persona tendrá dificultad para responder a preguntas o estimulaciones. Como tal, puede ser difícil para una persona organizar su discurso, lo que resulta en el bloqueo del pensamiento.

### Disociación y trastorno de estrés postraumático (TEPT)
El trastorno de estrés postraumático (TEPT) es una condición psiquiátrica que puede ocurrir después de que una persona experimenta un evento traumático y perturbado y desarrolla estrategias inadecuadas para aguantar. Estos enfoques maladaptivos pueden incluir, pero no se limitan a, síntomas disociativos: despersonalización y desrealización. Cuando estos síntomas disociativos aparecen, pueden ser extremadamente intrusivos y dar como resultado que una persona no pueda concentrarse en su dicción, o en su manera de hablar, y resultar en bloqueo del pensamiento. Las personas con TEPT pueden encontrar que el bloqueo del pensamiento ocurre más a menudo si no han abordado la fuente de su TEPT.

### Condiciones cognitivas y motoras
En los ancianos, el bloqueo del pensamiento puede ser una característica de varios trastornos cognitivos y motores, los cuales incluyen la demencia y el delirio. Es común que cuando una persona envejece, puede ser olvidadiza y/o pierde su tren de pensamiento. Cuando se vuelve más persistente y afecta la capacidad para llevar a cabo sus ADL, un trastorno neurocognitivo importante como la demencia está entre las causas posibles. Además, el bloqueo del pensamiento puede ocurrir en los pacientes con parkinsonismo, un trastorno que presenta una ralentización del movimiento, rigidez muscular y deterioro. La característica distintiva entre el parkinsonismo y la enfermedad de Parkinson es que las causas del parkinsonismo son numerosas, incluyendo medicamentos, toxinas, trastornos metabólicos y traumatismos craneoencefálicos. Además, un accidente cerebrovascular puede resultar en un proceso de habla desordenada como el bloqueo del pensamiento. Cuando un derrame cerebral afecta una arteria llamada la arteria cerebral media (ACM), puede causar daño a un área del cerebro responsable del habla. Como tal, la persona puede entender bien, pero tiene problemas para decir las palabras que quiere, o es capaz de hablar pero dice cosas sin sentido. Estos síntomas se conocen como afasias, y las afasias pueden presentarse con bloqueo de pensamiento.